# 魅惑のムード歌謡デラックス
『魅惑のムード歌謡デラックス』（みわくのムードかようデラックス）は、テイチクエンタテインメントが企画・制作・発売元と東京テレビランド（ショップマニフィカのブランド）が販売元で2008年2月リリースの通販CDボックスである。

## 概要
- 昭和のムード歌謡を、CD5枚組・全90曲収録。

## 収録曲

### CD-1：テイチクエンタテインメント
| No | タイトル             | アーティスト               | 発売日        | レーベル                   |
| -- | -------------------- | -------------------------- | ------------- | -------------------------- |
| 01 | 夜霧よ今夜も有難う   | 石原裕次郎                 | 1967年2月5日  | テイチクエンタテインメント |
| 02 | 黒い花びら           | 水原弘                     | 1959年7月     | EMIミュージック・ジャパン  |
| 03 | 小樽のひとよ         | 鶴岡雅義と東京ロマンチカ   | 1967年9月25日 | テイチクエンタテインメント |
| 04 | 恋の町札幌           | 石原裕次郎                 | 1972年5月1日  | テイチクエンタテインメント |
| 05 | 抱擁                 | 箱崎晋一朗                 | 1969年1月10日 | EMIミュージック・ジャパン  |
| 06 | 恋あざみ             | 勝彩也                     | 1970年11月    | テイチクエンタテインメント |
| 07 | 粋な別れ             | 石原裕次郎                 | 1960年        | テイチクエンタテインメント |
| 08 | わたし祈ってます     | 敏いとうとハッピー&ブルー  | 1974年7月25日 | テイチクエンタテインメント |
| 09 | そんな女のひとりごと | 増位山太志郎               | 1977年8月25日 | テイチクエンタテインメント |
| 10 | 北の旅人             | 石原裕次郎                 | 1987年8月10日 | テイチクエンタテインメント |
| 11 | なみだ恋             | 八代亜紀                   | 1973年2月5日  | テイチクエンタテインメント |
| 12 | バス・ストップ       | 平浩二                     | 1972年9月1日  | テイチクエンタテインメント |
| 13 | 港町・涙町・別れ町   | 石原裕次郎                 | 1969年2月5日  | テイチクエンタテインメント |
| 14 | 長崎は今日も雨だった | 内山田洋とクール・ファイブ | 1969年2月1日  | BMG JAPAN                  |
| 15 | 氷雨                 | 日野美歌                   | 1982年12月5日 | テイチクエンタテインメント |
| 16 | 夜霧の慕情           | 石原裕次郎                 | 1966年3月     | テイチクエンタテインメント |
| 17 | 黄昏のビギン         | 水原弘                     | 1959年        | EMIミュージック・ジャパン  |
| 18 | 別れの夜明け         | 石原裕次郎、八代亜紀       | 1974年8月10日 | テイチクエンタテインメント |

### CD-2：ビクターエンタテインメント
| No | タイトル                     | アーティスト                       | 発売日         | レーベル                   |
| -- | ---------------------------- | ---------------------------------- | -------------- | -------------------------- |
| 01 | 東京ナイト・クラブ           | フランク永井と松尾和子             | 1959年7月      | ビクターエンタテインメント |
| 02 | 赤と黒のブルース             | 鶴田浩二                           | 1955年9月      | ビクターエンタテインメント |
| 03 | 恍惚のブルース               | 青江三奈                           | 1966年6月21日  | ビクターエンタテインメント |
| 04 | いつでも夢を                 | 橋幸夫、吉永小百合                 | 1962年9月20日  | ビクターエンタテインメント |
| 05 | 港町ブルース                 | 森進一                             | 1969年4月15日  | ビクターエンタテインメント |
| 06 | 有楽町で逢いましょう         | フランク永井                       | 1957年7月      | ビクターエンタテインメント |
| 07 | 霧氷                         | 橋幸夫                             | 1966年         | ビクターエンタテインメント |
| 08 | 誰よりも君を愛す             | 松尾和子、和田弘とマヒナスターズ   | 1974年7月25日  | ビクターエンタテインメント |
| 09 | 夜霧の第二国道               | フランク永井                       | 1957年         | ビクターエンタテインメント |
| 10 | 伊勢佐木町ブルース           | 青江三奈                           | 1968年1月5日   | ビクターエンタテインメント |
| 11 | 冬のリヴィエラ               | 森進一                             | 1982年11月21日 | ビクターエンタテインメント |
| 12 | 好きだった                   | 鶴田浩二                           | 1956年6月      | ビクターエンタテインメント |
| 13 | おまえに                     | フランク永井                       | 1972年10月1日  | ビクターエンタテインメント |
| 14 | 愛して愛して愛しちゃったのよ | 田代美代子、和田弘とマヒナスターズ | 1965年11月     | ビクターエンタテインメント |
| 15 | 雨の中の二人                 | 橋幸夫                             | 1971年4月25日  | ビクターエンタテインメント |
| 16 | 女のためいき                 | 森進一                             | 1966年6月20日  | ビクターエンタテインメント |
| 17 | 大阪ラプソディー             | 海原千里・万里                     | 1976年2月25日  | ビクターエンタテインメント |
| 18 | グッド・ナイト               | 松尾和子、和田弘とマヒナスターズ   | 1960年         | ビクターエンタテインメント |

### CD-3：ユニバーサルミュージック
| No | タイトル                 | アーティスト                    | 発売日        | レーベル                 |
| -- | ------------------------ | ------------------------------- | ------------- | ------------------------ |
| 01 | アカシアの雨がやむとき   | 西田佐知子                      | 1960年4月     | ユニバーサルミュージック |
| 02 | つぐない                 | テレサ・テン                    | 1984年1月21日 | ユニバーサルミュージック |
| 03 | コモエスタ赤坂           | ロス・インディオス              | 1968年8月20日 | ユニバーサルミュージック |
| 04 | 今日でお別れ             | 菅原洋一                        | 1968年1月5日  | ユニバーサルミュージック |
| 05 | 逢いたくて逢いたくて     | 園まり                          | 1966年1月     | ユニバーサルミュージック |
| 06 | 赤坂の夜は更けて         | 西田佐知子                      | 1965年12月    | ユニバーサルミュージック |
| 07 | 時の流れに身をまかせ     | テレサ・テン                    | 1986年2月21日 | ユニバーサルミュージック |
| 08 | 知りすぎたのね           | ロス・インディオス              | 1968年8月20日 | ユニバーサルミュージック |
| 09 | 知りたくないの           | 菅原洋一                        | 1965年        | ユニバーサルミュージック |
| 10 | 夢は夜ひらく             | 園まり                          | 1966年        | ユニバーサルミュージック |
| 11 | 京都の夜                 | 愛田健二                        | 1967年6月     | ユニバーサルミュージック |
| 12 | 別れても好きな人         | ロス・インディオス & シルヴィア | 1979年9月21日 | ユニバーサルミュージック |
| 13 | 涙のかわくまで           | 西田佐知子                      | 1967年12月    | ユニバーサルミュージック |
| 14 | 空港                     | テレサ・テン                    | 1974年7月1日  | ユニバーサルミュージック |
| 15 | くちなしの花             | 渡哲也                          | 1973年8月21日 | ユニバーサルミュージック |
| 16 | アマン                   | 菅原洋一、シルビア              | 1982年10月    | ユニバーサルミュージック |
| 17 | ラヴ・イズ・オーヴァー   | 欧陽菲菲                        | 1983年4月5日  | ユニバーサルミュージック |
| 18 | グッド・ナイト・ベイビー | ザ・キング・トーンズ            | 1968年5月1日  | ユニバーサルミュージック |

### CD-4：日本クラウン
| No | タイトル                   | アーティスト           | 発売日         | レーベル                         |
| -- | -------------------------- | ---------------------- | -------------- | -------------------------------- |
| 01 | ラブユー東京               | 黒沢明とロス・プリモス | 1966年4月1日   | 日本クラウン                     |
| 02 | 星影のワルツ               | 千昌夫                 | 1966年3月24日  | 徳間ジャパンコミュニケーションズ |
| 03 | 柳ヶ瀬ブルース             | 美川憲一               | 1966年4月1日   | 日本クラウン                     |
| 04 | 昔の名前で出ています       | 小林旭                 | 1975年1月25日  | 日本クラウン                     |
| 05 | 長崎の夜はむらさき         | 瀬川瑛子               | 1969年4月15日  | 日本クラウン                     |
| 06 | 夜の銀狐                   | 斎条史朗               | 1969年         | 日本クラウン                     |
| 07 | よこはま・たそがれ         | 五木ひろし             | 1971年3月1日   | 徳間ジャパンコミュニケーションズ |
| 08 | たそがれの銀座             | 黒沢明とロス・プリモス | 1968年5月1日   | 日本クラウン                     |
| 09 | 釧路の夜                   | 美川憲一               | 1968年7月1日   | 日本クラウン                     |
| 10 | ついて来るかい             | 小林旭                 | 1970年12月25日 | 日本クラウン                     |
| 11 | 夜明けの停車場             | 石橋正次               | 1972年1月25日  | 日本クラウン                     |
| 12 | 宗右衛門町ブルース         | 平和勝次とダークホース | 1972年12月5日  | 日本クラウン                     |
| 13 | 新潟ブルース               | 美川憲一               | 1967年8月10日  | 日本クラウン                     |
| 14 | 意気地なし                 | 森雄二とサザンクロス   | 1976年7月1日   | 日本クラウン                     |
| 15 | 夜空                       | 五木ひろし             | 1973年10月20日 | 徳間ジャパンコミュニケーションズ |
| 16 | 中の島ブルース             | 秋庭豊とアローナイツ   | 1975年         | 日本クラウン                     |
| 17 | さそり座の女               | 美川憲一               | 1972年12月20日 | 日本クラウン                     |
| 18 | さようならは五つのひらがな | ザ・キング・トーンズ   | 1975年         | 日本クラウン                     |

### CD-5：テイチクエンタテインメント
| No | タイトル               | アーティスト               | 発売日         | レーベル                   |
| -- | ---------------------- | -------------------------- | -------------- | -------------------------- |
| 01 | 君こそわが命           | 水原弘                     | 1967年2月      | EMIミュージック・ジャパン  |
| 02 | 星降る街角             | 敏いとうとハッピー&ブルー  | 1977年5月25日  | テイチクエンタテインメント |
| 03 | 君は心の妻だから       | 鶴岡雅義と東京ロマンチカ   | 1969年3月5日   | テイチクエンタテインメント |
| 04 | 銀座の恋の物語         | 石原裕次郎、牧村旬子       | 1961年1月      | テイチクエンタテインメント |
| 05 | 霧にむせぶ夜           | 黒木憲                     | 1968年4月1日   | EMIミュージック・ジャパン  |
| 06 | ウナ・セラ・ディ東京   | ザ・ピーナッツ             | 1964年         | キングレコード             |
| 07 | 赤いハンカチ           | 石原裕次郎                 | 1961年10月     | テイチクエンタテインメント |
| 08 | 赤いグラス             | アイ・ジョージ、志摩ちなみ | 1965年7月      | テイチクエンタテインメント |
| 09 | 酒場にて               | 江利チエミ                 | 1974年9月25日  | キングレコード             |
| 10 | 二人の世界             | 石原裕次郎                 | 1965年5月      | テイチクエンタテインメント |
| 11 | そんな夕子にほれました | 増位山太志郎               | 1977年8月      | テイチクエンタテインメント |
| 12 | 雨のバラード           | 湯原昌幸                   | 1971年4月1日   | テイチクエンタテインメント |
| 13 | ブランデーグラス       | 石原裕次郎                 | 1979年11月25日 | テイチクエンタテインメント |
| 14 | 霧の摩周湖             | 布施明                     | 1967年2月5日   | キングレコード             |
| 15 | あなたのブルース       | 矢吹健                     | 1968年6月5日   | テイチクエンタテインメント |
| 16 | 夜のめぐり逢い         | 石原裕次郎、八代亜紀       | 1979年11月25日 | テイチクエンタテインメント |
| 17 | そして、神戸           | 内山田洋とクールファイブ   | 1972年11月15日 | BMG JAPAN                  |
| 18 | サヨナラ横浜           | 石原裕次郎                 | 1971年11月5日  | テイチクエンタテインメント |

### 商品
- 歌ものがたり〜時代の歌謡曲〜
- 演歌夢劇場

### 取扱で商品される番組
- ショップ・マニフィカ
- saQwaサクワスタイル
- ワールドコレクションゴールド
- おおきにGoodチョイス!
- てれとshop
- ビートップスでお買物